# Please Don't Touch!
| 전문가 평가 | 전문가 평가 |
| 평가 점수   | 평가 점수   |
| 출처        | 점수        |
| ----------- | ----------- |
| Allmusic    | [ 1 ]       |

《Please Don't Touch!》는 영국의 기타리스트이자 작곡가인 스티브 해킷의 두 번째 스튜디오 음반이다. 1978년 4월, 카리스마 레코드를 통해 발매되었으며, 1977년 프로그레시브 록 밴드 제네시스를 탈퇴한 후 발매된 그의 첫 번째 음반이다. 해킷은 제네시스에서 자신의 시간 동안 《Voyage of the Acolyte》 (1975년)를 발표했다. 다음 솔로 음반을 위해 그는 미국에서 녹음했고 가수 랜디 크로퍼드, 리치 헤이븐스, 스티브 월시, 드러머 필 에하트, 체스터 톰슨, 베이시스트 톰 파울러, 밴 더 그래프 제너레이터의 바이올리니스트 그레이엄 스미스를 포함한 다양한 게스트 아티스트들을 고용했다.
발매 후, 이 음반은 영국에서 38위, 미국에서 103위에 올랐다. 음반을 홍보하기 위해 해킷은 밴드를 결성하고 1978년 솔로 가수로서 첫 콘서트 투어를 마쳤다. 이 음반의 리마스터판은 2005년 해킷의 레이블 카미노 레코드에서 보너스 트랙과 함께 발매되었다. 스티븐 윌슨의 5.1 서라운드 믹스는 2015년 《Premonitions: The Charisma Recordings 1975–1983》에 포함되었다.

## 배경
1977년 10월, 해킷이 프로그레시브 록 밴드 제네시스에서 탈퇴했다는 소식이 알려졌다. 1977년 밴드의 여덟 번째 스튜디오 음반 《Wind & Wuthering》과 첫 EP 《Spot the Pigeon》 (1977년)을 후원하는 투어가 끝난 후, 해킷은 라이브 음반 《Seconds Out》 (1977년)을 믹싱하는 동안 밴드 동료들에게 떠나기로 결정했음을 알렸다. 해킷은 이전에 그의 데뷔 솔로 음반 《Voyage of the Acolyte》 (1975년)를 발표했지만, 그는 그의 많은 노래 아이디어를 발표하지 않은 제네시스의 협력 과정에 점점 더 좌절하게 되었다. 당시 해킷은 영국의 카리스마 레코드와 계약을 맺었으나 미국의 크리설리스 레코드와 계약을 맺었다. 그는 두 레이블 모두 자신이 어떤 방향으로 나아가기를 원하는지에 대해 다른 생각을 가지고 있었다고 회상했고 나중에 "그들의 반대되는 관점이 음반에 어느 정도 영향을 미쳤지만, 나는 '유럽' 스타일의 트랙이 더 자연스럽게 왔다고 생각한다"라고 말했다.
해킷은 《Please Don't Touch!》라는 소재를 그의 마음속에서 마법을 부린 이미지에 기초했고, 백인과 흑인 음악의 크로스오버를 포함한 많은 다른 스타일의 음악을 포착하기 위해 의식적인 노력을 기울였다. 그는 분위기를 더하기 위해 다양한 이상한 소리를 노래에 포함시키고 싶었고, 오래된 장난감을 파는 빅토리아 시대의 가게인 잭 도노반을 방문했다. 캘리포니아주 샌타모니카 부두의 페어그라운드 오르간과 빔보라는 이름의 꼭두각시 인형도 녹음되었다.
녹음할 시간이 되자, 그는 다양한 초청 미국 음악가들과 함께 녹음하기로 결심하고 로스앤젤레스로 여행을 떠났다. 그는 가수 랜디 크로퍼드, 리치 헤이븐스, 스티브 월시를 비롯해 베이시스트 톰 파울러, 드러머 필 에하트, 체스터 톰슨, 밴 더 그래프 제너레이터의 바이올리니스트 그레이엄 스미스와 함께 이 음반에서 노래하도록 주선했다. 그는 미국이 더 "길모퉁이 유산" 때문에 "지금까지 최고의 보컬리스트"를 배출했다고 믿었다. 음반을 녹음한 후, 해킷은 그의 어깨에서 엄청난 양의 압박을 느꼈다. 이 음반의 커버는 해킷의 3년 된 여자친구이자 미래의 아내인 킴 푸어에 의해 완성되었다. 그것은 빅토리아 시대의 한 부부가 장난감 가게에서 자동기계의 공격을 받는 것을 묘사한다.

## 곡 목록
모든 곡들은 스티브 해킷에 의해 작사/작곡하였다.
| #   | 제목                                            | 재생 시간 |
| --- | ----------------------------------------------- | --------- |
| 1.  | 〈Narnia (Feat. 스티브 윌시)〉                  | 4:05      |
| 2.  | 〈Carry On Up the Vicarage〉                    | 3:11      |
| 3.  | 〈Racing in A (Feat. 스티브 윌시)〉             | 5:07      |
| 4.  | 〈Kim〉                                         | 2:13      |
| 5.  | 〈How Can I? (Feat. 리치 헤이븐스)〉            | 4:38      |
| 6.  | 〈Hoping Love Will Last (Feat. 랜디 크로퍼드)〉 | 4:23      |
| 7.  | 〈Land of a Thousand Autumns〉                  | 1:38      |
| 8.  | 〈Please Don't Touch〉                          | 3:39      |
| 9.  | 〈The Voice of Necam〉                          | 3:11      |
| 10. | 〈Icarus Ascending (Feat. 리치 헤이븐스)〉      | 6:27      |